# Sjevernoamerička riječna vidra
Sjeverna riječna vidra (lat. Lontra canadensis), sjevernoamerički je član porodice kuna (Mustelidae). Vrsta je vidre i član roda Lontra, koji sačinjavaju vidre novog svijeta. Sjeverna riječna vidra, zajedno s ostalim pripadnicama roda Lontra, prethodno je bila uključena u rod Lutra, no svrstana je u novostvoreni rod kada je zaključeno kako su vidre novog svijeta bliže povezane s rodovima Lutrogale i Pteronura.
Poznata je i pod imenom sjevernoamerička riječna vidra. Česta je životinja u sjevernoameričkim vodenim putevima. Broj ove vrste značajno je opao od kolonizacije Amerike Europljanima.

## Obilježja
Sjeverna riječna vidra aerodinamičnog je i mišićavog tijela s kratkim udovima, plivaćim kožicama i dugim mišićavim tijelom. Tijelo sjeverne riječne vidre doseže duljinu od 66 centimetara do 107 centimetara, dok duljina njena tijela iznosi od 30 centimetara do 46 centimetara; rep riječne vidre sačinjava od 30 do 40% njene potpune duljine tijela. Teži od 3 do 14 kilograma. Riječna vidra ima okruglu, malenu glavu, kratke, ali snažne noge, i velike brkove. Vrste ove vidre pokazuju spolni dimorfizam, pošto su mužjaci veći od ženki. Krzno ove vrste sjajno je i smeđe boje, dok je grlo često srebrnosive boje.

## Rasprostranjenost i stanište
Sjeverna riječna vidra pronalazi se kroz Sjevernu Ameriku, nastanjujući unutarnje vodene putove i obalna područja Kanade, Aljaske, Pacifičkog sjeverozapada, Atlantskih država i Meksičkog zaljeva.
Iako nazivana riječnom vidrom, ime može krivo navesti, jer jednoliko naseljava morska i slatkovodna područja. Slatkovodna područja koja nastanjuje uključuju stajaćice poput jezera. Neke populacije ove vrste trajno naseljavaju morska obalna područja i često ih se zamjenjuje za morske vidre. Riječne se vidre od morskih vidri daju razlikovati po suženim licima prethodnih te razlikama u ponašanju: morske vidre jedu plutajući na leđima, dok riječne vidre donose svoj plijen na obalu gdje ga zatim pojedu.
Sjeverne riječne vidre nastanjuju širok raspon vodenih staništa – slatkovodna i morska staništa, uključujući jezera, rijeke, močvare, obalna područja i estuarije. Podnosi velik raspon temperatura; njena je glavna potreba ujednačen izvor hrane i lak pristup vodi. Ipak, sjevernoameričke riječne vidre osjetljive su na onečišćenje voda, i postupno nestaju iz onečišćenih područja.
Poput ostalih vidri, sjevernoameričke riječne vidre žive u jazbinama. Jazbina je izgrađena unutar brloga drugih životinja, ili u prirodnim šupljinama, poput onih na obalama rijeka. Podvodni ulaz ili ulazi iznad tla vodi do komore koja je prekrivena lišćem, mahovinom, travom, dlakom i korom drveća. Često preuzima jazbine izgrađene od strane drugih životinja, pritom ubijajući njihove vlasnike kao što su dabrovi i bizamski štakori.

## Prehrana
Sjeverna riječna vidra je mesojed i pretežno se hrani ribom, no pojest će i kukce, žabe, školjkaše i ponekad male sisavce. Veće riječne vidre ponekad će napasti i ubiti veće vodene ptice kao što su patke, guske, pa čak i labudovi. Tijekom odrastanja, krzno na njihovom trbuhu služi kao filter tijekom plivanja, hvatajući malene hranjive organizme kojima se vidra kasnije hrani. Sjeverna riječna vidra sposobna je plivati kružno, stvarajući vrtložne kretnje koje podižu ribe s dna na površinu. Obično je aktivna noću ili u sumrak, no aktivna je i tijekom dana u područjima gdje nije ometana ljudskom aktivnošću. Koristi mošus i urin kako bi obilježila granice svog teritorija.

## Razmnožavanje
Razmnožavanje sjeverne riječne vidre veoma je složen proces. Sjeverne riječne vidre pokazuju zakašnjelu implantaciju. Oplođena jajašca ne usađuju se odmah u maternicu. Usađivanje može biti odgođeno i nekoliko mjeseci. Ženka nosi mladunčad gotovo godinu dana, dok gestacija traje 5 – 7 tjedana prije koćenja mladunčadi.

## Drugi projekti Wikimedije
|  | Zajednički poslužitelj ima još gradiva o temi sjeverna riječna vidra |
|  | Wikivrste imaju podatke o taksonu sjevernoj riječnoj vidri           |